# Triphora lamyi
Triphora lamyi is een slakkensoort uit de familie van de Triphoridae. De wetenschappelijke naam van de soort is voor het eerst geldig gepubliceerd in 1973 door Selli.